# Robert Brustein
Robert Sanford Brustein (Nueva York, 21 de abril de 1927-Cambridge, 29 de octubre de 2023) fue un crítico teatral, productor, dramaturgo, escritor y educador estadounidense. Fundó el Yale Repertory Theatre mientras se desempeñaba como decano de la Yale School of Drama en New Haven, Connecticut, así como el American Repertory Theatre y el Institute for Advanced Theatre Training de la Universidad de Harvard, donde fue consultor creativo hasta su muerte, y fue crítico de teatro de The New Republic. Comentó sobre política para el HuffPost.
Fue investigador principal de la Universidad de Harvard y académico distinguido residente en la Universidad de Suffolk en Boston. Fue elegido miembro de la Academia Estadounidense de Artes y Letras en 1999, y en 2002, fue incluido en el Salón de la Fama del Teatro Estadounidense. En 2003, se desempeñó como miembro principal del Programa Nacional de Periodismo Artístico en la Universidad de Columbia, y entre 2004 y 2005, fue miembro principal del Instituto Nacional de Periodismo Artístico en Teatro y Teatro Musical del Fondo Nacional de las Artes en la Universidad del Sur de California. En 2010, el presidente Barack Obama le concedió la Medalla Nacional de las Artes.

## Biografía

### Primeros años
Nació en el distrito de Brooklyn, Nueva York, el 21 de abril de 1927, hijo de Blanche Haft Brustein y Max Brustein. Creció en el Upper West Side de Manhattan, residiendo en el mismo edificio de apartamentos que Serguéi Rajmáninov. En la escuela primaria y secundaria, su sueño era "ser el sucesor de Artie Shaw como líder de una banda de swing ". Fue educado en The High School of Music &amp; Art, y Amherst College, donde recibió una licenciatura en 1948, la Escuela de Drama de Yale durante un año estudiando literatura dramática y crítica, y la Universidad de Columbia, donde obtuvo una maestría en 1950 y un doctorado en 1957 en literatura dramática y crítica cultural, bajo la supervisión de Lionel Trilling. Su tesis versó sobre el dramaturgo John Marston.

### Carrera
Durante un receso de la universidad, sirvió en la Marina Mercante en buques cisterna y clases Victory, y más tarde en la Academia de la Marina Mercante en Long Island. También obtuvo una beca Fulbright para estudiar en Reino Unido de 1953 a 1955, donde dirigió obras de teatro en la Universidad de Nottingham. Después de enseñar en la Universidad Cornell, Vassar College y Columbia, donde se convirtió en profesor titular de literatura dramática en el departamento de inglés, se convirtió en Decano de la Escuela de Drama de Yale en 1966, y ocupó ese puesto hasta 1979. Fue durante este período, en 1966, cuando fundó el Yale Repertory Theatre.
En 1979, Brustein dejó Yale para ir a la Universidad de Harvard, donde fundó el American Repertory Theatre (ART) y se convirtió en profesor de inglés. En Harvard, fundó el Instituto de Formación Teatral Avanzada. Se retiró de la dirección artística de ART en 2002 y luego se desempeñó en la facultad del instituto. Fue un distinguido académico residente desde 2007, en la Universidad de Suffolk, donde impartió cursos de Análisis de Shakespeare. Como director artístico de Yale Rep de 1966 a 1979, y de ART de 1980 a 2002, supervisó más de 200 producciones, actuando en ocho y dirigiendo doce.

### Vida personal y fallecimiento
Estuvo casado con la actriz Norma Ofstrock hasta su muerte en 1979. Ese matrimonio dio como resultado un hijo, Daniel Brustein. En 1996 se casó con la activista y académica Doreen Beinart; a través de este matrimonio, se convirtió en padrastro del periodista Peter Beinart y de Jean Stern.
Falleció en su casa de Cambridge, Massachusetts, el 29 de octubre de 2023, a la edad de 96 años.